# シャボン玉ミュージックジョイ
『シャボン玉ミュージックジョイ』（シャボンだまミュージックジョイ）は、1972年8月2日から1973年9月26日までフジテレビ系列局で放送されていた関西テレビ製作の音楽番組である。牛乳石鹸共進社の一社提供。放送時間は毎週水曜 22:00 - 22:30 （日本標準時）。

## 概要
同じく関西テレビ製作・牛乳石鹸提供の前番組『シャボン玉ビッグワンショー』に替わってスタートした。番組には毎回2 - 3組の歌手がゲスト出演し、自身の持ち歌を披露したり、即席のデュエットを組んで歌ったりしていた。牛乳石鹸の社史『牛乳石鹸共進社70年の歩み』（1978年）の「主な提供番組」のページには、本番組に出演したフランク永井が歌っている場面の写真が掲載されている。